# Volta Motorbikes
Volta Motorbikes és una empresa catalana dedicada a la producció de motocicletes elèctriques, fundada el setembre de 2010 per l'enginyer figuerenc Marc Barceló
i els integrants de l'estudi de disseny Ànima, Diego Quiroga i Joan Sabata. L'empresa té la intenció de prioritzar el disseny, l'esportivitat i la innovació, tot incorporant tecnologies respectuoses envers el medi ambient, amb la idea d'aportar solucions als problemes de pol·lució i contaminació de les grans ciutats.
El projecte nasqué quan Marc Barceló, de 28 anys i amb una llarga experiència professional en el sector de la motocicleta i l'automòbil (ha treballat a Gas Gas i a Tramontana), tingué la idea de desenvolupar una motocicleta elèctrica urbana amb la intenció de començar a fabricar-la cap al 2011.

## Producció
Com a primer producte, l'empresa aporta una solució ecològica per a la mobilitat urbana: la volta BCN, presentada a la fira de Milà el novembre del 2011. Segons Barceló: «Es tracta d'una moto elèctrica urbana, pensada per al dia a dia. Un producte que no vol renunciar a l'esportivitat, el disseny i les prestacions».
Atès que la volta BCN es destina a l'entorn urbà, la motocicleta incorpora un cofre portaequipatge amb capacitat per a un casc integral, una alçada de manillar per damunt dels retrovisors dels cotxes i una posició de conducció relaxada i còmoda.
La volta BCN es comercialitzarà amb dos models:
- BCN City
- BCN Sport (amb certs extres com ara frens brembo, llums de leds multifunció, etc.)

Ambdues amb una potència de 34 CV, per a conduir-la amb el carnet específic de motocicleta.
La moto comptarà amb unes bateries de liti polímer de darrera generació amb autonomia de fins a 70 km. El seu consum equival a 0,50 € per cada 100 km, i en només dues hores es podrà carregar la bateria completament amb un endoll de 220V domèstic o en qualsevol punt de recàrrega públic. El cost d'una càrrega completa de la bateria és de 0,4 €.

### Plans per al 2012
Volta Motorbikes produirà unes 1.500 unitats de la BCN. «Esperem tancar ja les primeres comandes per al mercat europeu» -explica Barceló- «Durant el primer any la distribuirem a tot Europa».
Fins al novembre del 2011, la moto passarà els tests de qualitat i Volta Motorbikes començarà a teixir la xarxa comercial per donar a conèixer el producte. És previst de fer-ho des de Figueres, seu també de Rieju, un altre històric fabricant català que treballa en una moto elèctrica. Segons Barceló, «Encara no tenim el terreny per a construir la fàbrica, però estic convençut que no tindrem cap problema per a instal·lar-nos-hi».

## Actualitat

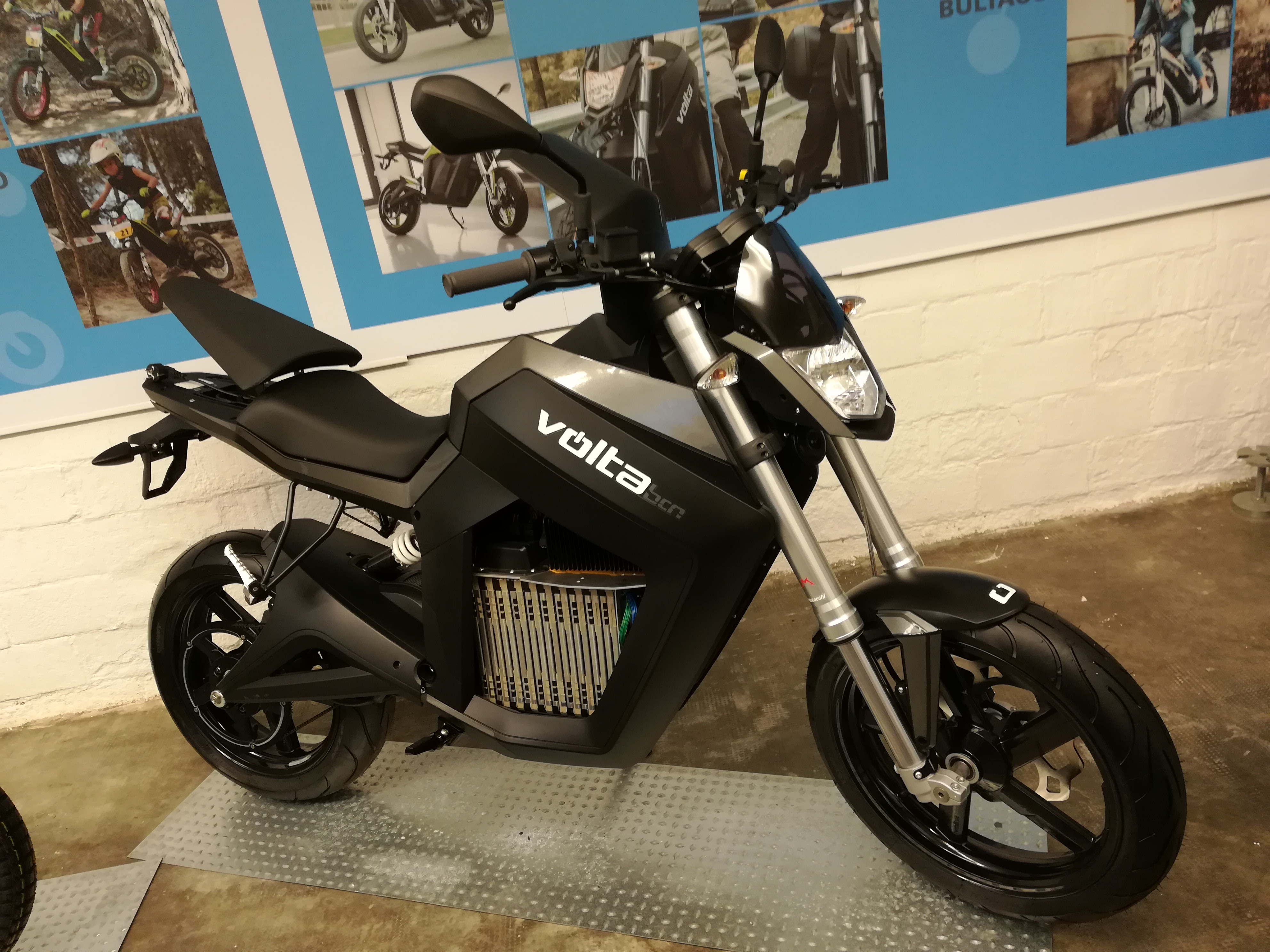
La Volta BCN City del 2016

Dimecres 13 d'abril de 2011, Volta presentà a Barcelona el seu sistema d'alimentació en el marc d'un fòrum mundial de bateries elèctriques, l'EV Battery Forum, que s'hi celebrava entre el 12 i el 14 d'abril. La presentació del prototipus de la Volta EV.1 comptà amb la presència de l'aleshores batlle de la ciutat, Jordi Hereu, qui mostrà el seu suport al projecte en roda de premsa i fins i tot suggerí anomenar el prototipus “Barcelona” o “BCN”.
Segons Hereu, Barcelona és "la capital de la moto" i vol ser epicentre de la tecnologia energètica sostenible al sud d'Europa, oimés que Catalunya té una gran tradició motociclista. De fet, l'Ajuntament de Barcelona ja té vehicles elèctrics per a tasques de manteniment, i el mateix mes d'abril s'inaugurà una nova estació de recàrrega per a motos elèctriques a la ciutat.
El 23 de desembre de 2015, la Generalitat de Catalunya i l'Ajuntament de Barcelona signaren un conveni per a la creació del Consorci Industrial de Moto Elèctrica Catalana, per mitjà del qual els fabricants Scutum, Volta Motorbikes, Torrot Electric i Rieju acorden fabricar conjuntament un escúter elèctric 100% català, amb la intenció de produir-ne 10.000 unitats anuals i comercialitzar-lo a partir del 2017, però el projecte fracassà i s'abandonà en 2017.